# الخافي أعظم (مسلسل)
الخافي أعظم، هو مسلسل كويتي عرض في رمضان عام 2018

## قصة العمل
تدور قصة العمل في حقبة نهاية السبعينيات من القرن العشرين 
حول التاجر ««منصور» (إبراهيم الحربي) وزوجته غنيمة «مرام البلوشي» اللذين يربيان ابنتهما حصة (هيا عبد السلام) وابنهما سالم (ناصر الدوسري) ومعهما ولدان آخران جاسم (علي كاكولي) ونورة (ليلى عبد الله)وتظهر حقيقة أن الزوجين كانا عاملين في بيت التاجر جاسم الذي مات بظروف غامضة، وأن منصور استولى بالحيلة على ثروته عندما كان ولداه قاصرين بحجة حماية حقوقهما.
ولا يعرف هذا السر إلا قلة قليلة من أصدقاء منصور وأبوجاسم، منهم أبوسعد (عبد الإمام عبد الله) الذي يدافع عن حق الأولاد ويضغط على منصور ليلتزم بحسن معاملتهما، وعندما يقترب جاسم من اكتشاف حقيقته يفقد أبوسعد النطق بعد عملية تبديل متعمدة لدوائه من قبل صديقه بواحمد (محمد العجيمي) المتآمر مع منصور.

## الممثلون
- غنيمة (مرام البلوشي)
- منصور(إبراهيم الحربي)
- حصة (هيا عبد السلام)
- جاسم (علي كاكولي)
- سالم(ناصر الدوسري)
- نورة(ليلى عبد الله)
- مبارك (عبد الله الباروني)
- أبو سعد(عبد الإمام عبد الله)
- أم عيسى (شفيقة يوسف)
- لطيفة (روان العلي)
- أبو أحمد (محمد العجيمي)